# USS Little Rock (CG-4)
USS Little Rock (CLG-4) byl raketový křižník Námořnictva Spojených států amerických třídy Galveston. Původně byl postaven jako lehký křižník USS Little Rock (CL-92) rozsáhlé druhoválečné třídy Cleveland. Jako lehký křižník sloužil v letech 1945–1949. Ve druhé polovině 50. let byl přestavěn na raketový křižník (CLG-4, od roku 1974 pouze CG-4). V této podobě sloužil v letech 1960–1976. Dne 1. června 1977 byl křižník darován instituci Buffalo and Erie County Naval & Military Park, která jej v Buffalu zpřístupnila jako muzejní loď. Je to jediný dochovaný americký druhoválečný křižník a zároveň jediný dochovaný křižník třídy Cleveland (potažmo USS Little Rock).

## Stavba

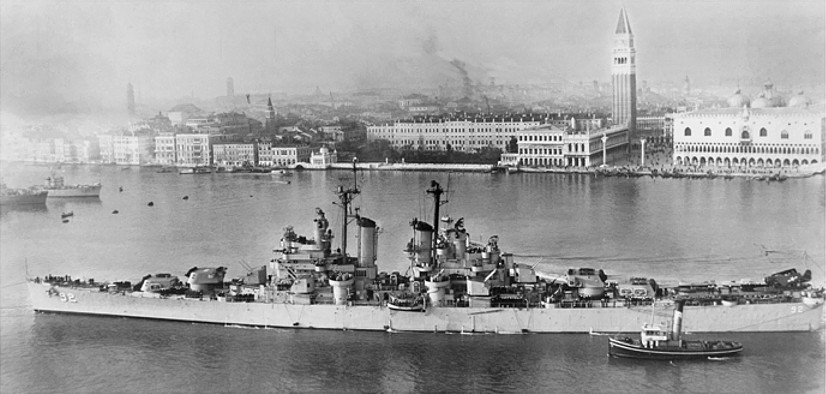
USS Little Rock jako lehký křižník

Little Rock byl jedním z 28 dokončených lehkých křižníků třídy Cleveland. Křižník postavila americká loděnice William Cramp and Sons ve Filadelfii. Kýl byl založen 6. března 1943, na vodu byla loď spuštěna 27. srpna 1944 a do služby byla přijata 17. června 1945.

## Konstrukce

### Lehký křižník

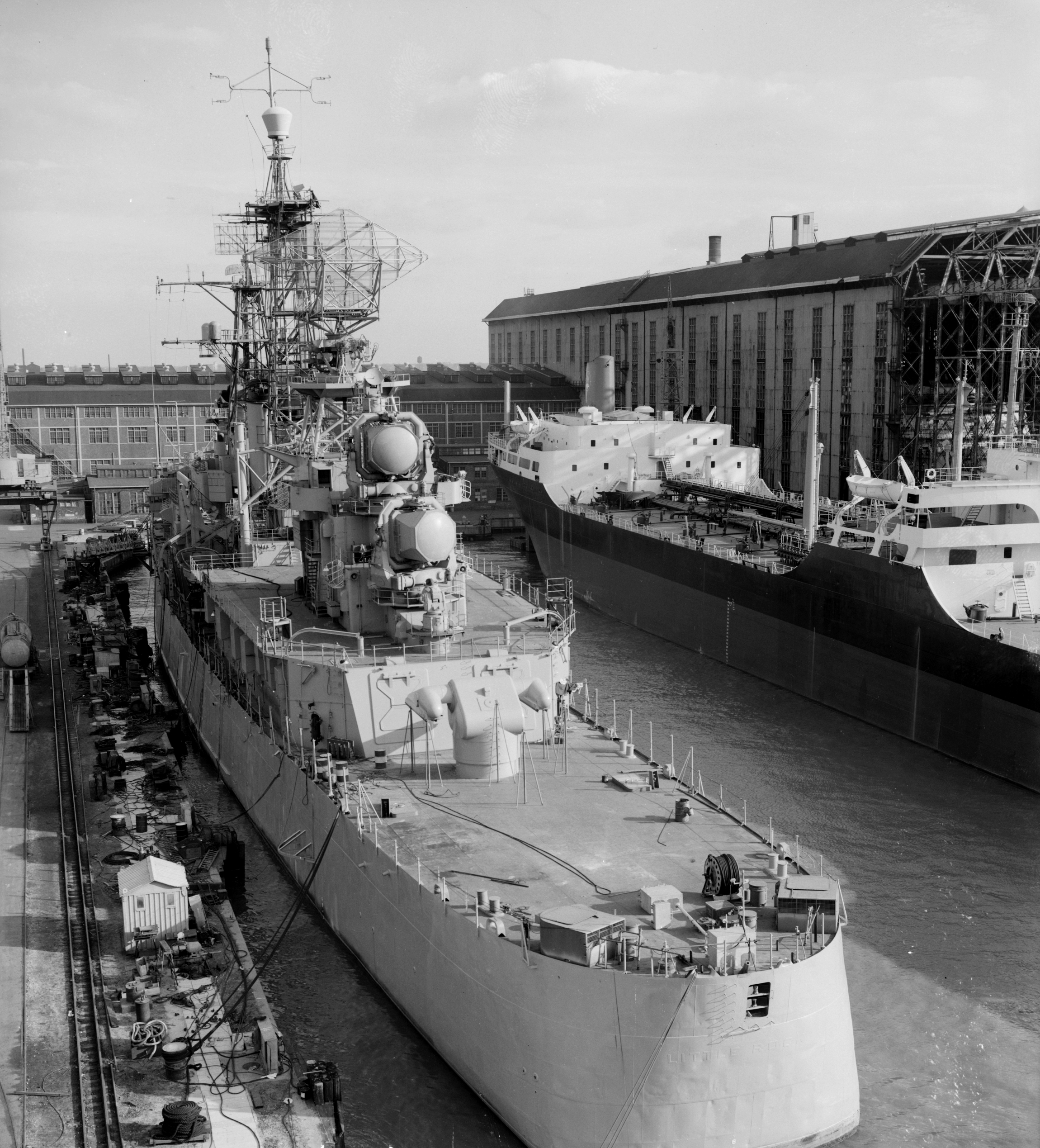
Záď raketového křižníku USS Little Rock s dvojnásobným vypouštěcím zařízením střel Talos

Základní výzbroj tvořilo dvanáct 152mm kanónů ve třídělových věžích, doplněných stejným počtem 127mm kanónů ve dvoudělových věžích, dvaceti osmi 40mm kanóny a deseti 20mm kanóny. Neseny byly dva katapulty a čtyři hydroplány (Curtiss SOC Seagull, Vought OS2U Kingfisher). K roku 1946 křižník nesl radary SG, SK-2, Mk.13 a Mk.25. Pohonný systém tvořily čtyři kotle Babcock & Wilcox a čtyři převodové turbíny General Electric o celkovém výkonu 100 000 shp. Nejvyšší rychlost dosahovala 32,5 uzlu. Dosah byl 11 000 námořních mil při rychlosti 15 uzlů.

### Raketový křižník
V letech 1957–1960 byl Little Rock přestavěn na raketový křižník. Ponechána byla pouze přední dělová věž se 152mm kanóny. Na místě zadních věží bylo instalováno dvojité odpalovací zařízení řízených střel Talos se zásobou 46 střel. Můstek byl zvětšen, aby křižník mohl sloužit jako vlajková loď a hlavňovou výzbroj doplňovala pouze jedna dvoudělová věž se 127mm kanóny na přídi. Pohonný systém zůstal beze změn.

## Služba

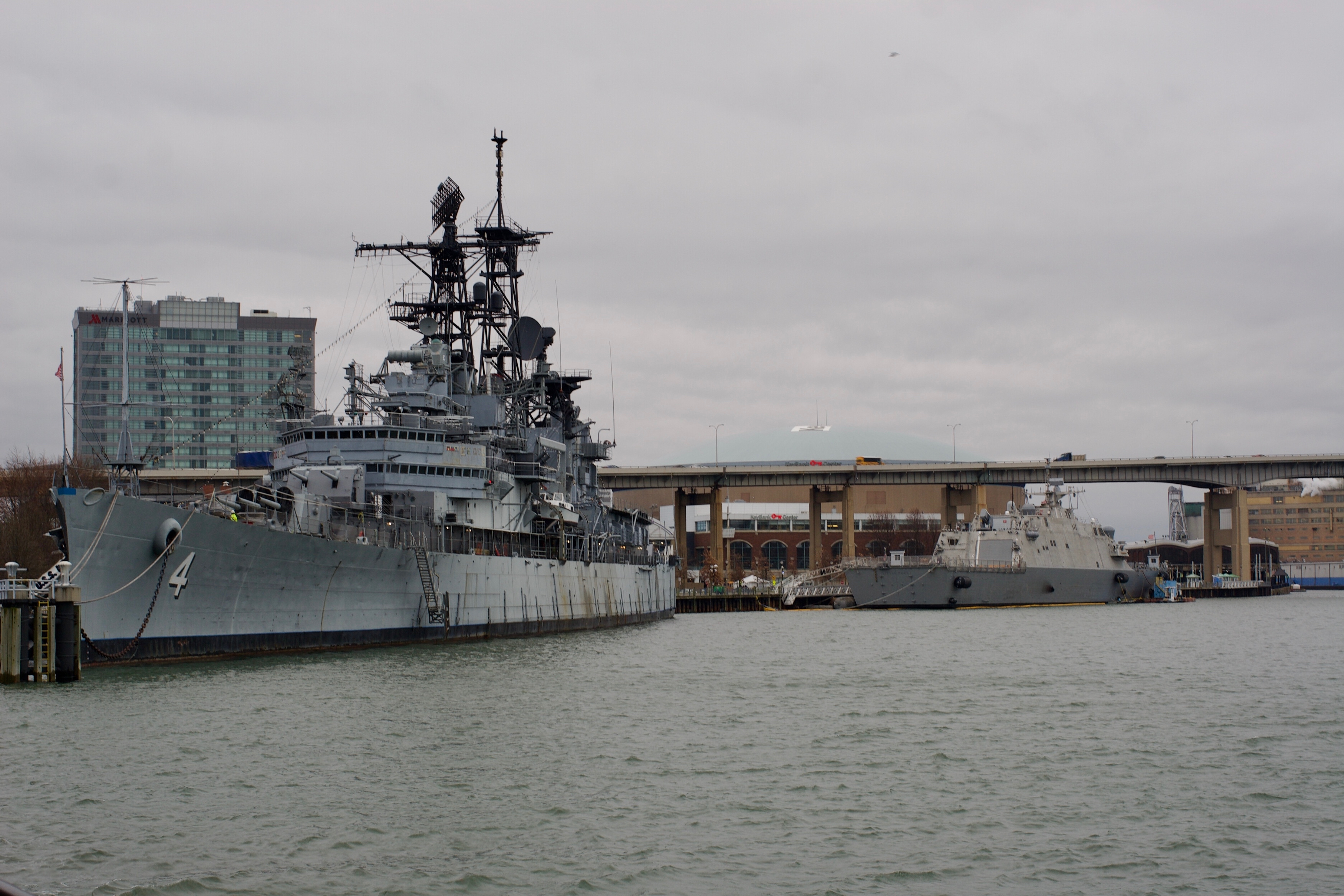
Muzejní loď USS Little Rock v roce 2017

Lehký křižník Little Rock už se nestihl zapojit do bojů druhé světové války. V letech 1946–1948 operoval ve Středomoří. Roku 1948 byl vyřazen a ponechán v rezervě. Roku 1957 v loděnici New York Shipbuilding Corporation v Camdenu komplexní přestavba křižníku na lehký raketový křižník (CLG-4). Raketový křižník do služby vstoupil roku 1960. Od února do září 1961 sloužil ve Středomoří jako vlajková loď americké šesté flotily, do Středomoří ve vracel i v následujících letech. V letech 1967–1970 byl vlajkovou lodí šesté flotily. Dne 13. června 1970 se srazil s řeckým torpédoborcem Lonchi (D56). V letech 1972–1973 byl vlajkovou lodí druhé flotily v Atlantiku a v letech 1963–1976 byl opět vlajkovou lodí šesté flotily. Poté byl křižník vyřazen a přeměněn na muzeum.